# Johannes Larsen (film)
 For alternative betydninger, se Johannes Larsen (flertydig). (Se også artikler, som begynder med Johannes Larsen)
Johannes Larsen er en dansk dokumentarfilm fra 1957 med instruktion og manuskript af Jørgen Roos.

## Handling
En række værker af Johannes Larsen selv og af enkelte andre kunstnere giver ved deres sammenhæng en beretning om hans liv og udvikling og viser hans placering i den gruppe af danske kunstnere, der er kendt under navnet Fynboerne.